# UCI Oceania Tour 2017
El UCI Oceania Tour 2017 fue la decimotercera edición del calendario ciclístico internacional de Oceanía. Se inició el 22 de enero en Nueva Zelanda con el New Zealand Cycle Classic, y terminó el 5 de marzo con el Campeonato Oceánico de Ciclismo en Ruta.

## Equipos
Los equipos que pueden participar en las diferentes carreras dependen de la categoría de las mismas. A mayor nivel de una carrera pueden participar equipos de más nivel. Por ejemplo los equipos UCI ProTeam, solo pueden participar de las carreras .HC y .1 y tienen cupo limitado de equipos para competir. 
| Categoría      | Categoría                       | Equipos |
| -------------- | ------------------------------- | --- |
| .HC            | 1.HC (Carrera de un día)        | * ProTeam (max 65%) * Profesionales Continentales * Continentales * Selecciones nacionales                 |
| .HC            | 2.HC (Carrera de varios días)   | * ProTeam (max 65%) * Profesionales Continentales * Continentales * Selecciones nacionales                 |
| .1             | 1.1 (Carrera de un día)         | * ProTeam (max 50%) * Profesionales Continentales * Continentales * Selecciones nacionales                 |
| .1             | 2.1 (Carrera de varios días)    | * ProTeam (max 50%) * Profesionales Continentales * Continentales * Selecciones nacionales                 |
| .2             | 1.2 (Carrera de un día)         | * Profesionales Continentales * Continentales * Selecciones nacionales * Selecciones regionales * Amateurs |
| .2             | 2.2 (Carrera de varios días)    | * Profesionales Continentales * Continentales * Selecciones nacionales * Selecciones regionales * Amateurs |
| .Ncup (sub-23) | 1.Ncup (Carrera de un día)      | * Selecciones nacionales * Selecciones mixtas                                                              |
| .Ncup (sub-23) | 2.Ncup (Carrera de varios días) | * Selecciones nacionales * Selecciones mixtas                                                              |

## Calendario
Las siguientes son las carreras que componen el calendario UCI Oceania Tour aprobado por la UCI

### Enero
| Fecha | Carrera                   | Cat. | Ganador       | Equipo del ganador            |
| ----- | ------------------------- | ---- | ------------- | ----------------------------- |
| 22-26 | New Zealand Cycle Classic | 2.2  | Joseph Cooper | IsoWhey Sports-Swiss Wellness |

### Febrero
| Fecha | Carrera         | Cat. | Ganador       | Equipo del ganador |
| ----- | --------------- | ---- | ------------- | ------------------ |
| 1-5   | Herald Sun Tour | 2.1  | Damien Howson | Orica-Scott        |

### Marzo
| Fecha | Carrera                                 | Cat. | Ganador        | Equipo del ganador            |
| ----- | --------------------------------------- | ---- | -------------- | ----------------------------- |
| 9     | Campeonato Oceánico Contrarreloj sub-23 | CC   | Liam Magennis  | NSW Institute of Sport        |
| 9     | Campeonato Oceánico Contrarreloj        | CC   | Sean Lake      | IsoWhey Sports-Swiss Wellness |
| 11    | Campeonato Oceánico en Ruta sub-23      | CC   | Lucas Hamilton | Mitchelton Scott              |
| 11    | Campeonato Oceánico en Ruta             | CC   | Sean Lake      | IsoWhey Sports-Swiss Wellness |

## Clasificaciones

### Individual
La integran todos los ciclistas que logren puntos pudiendo pertenecer tanto a equipos amateurs como profesionales, inclusive los equipos UCI WorldTeam.
| Posición | Ciclista         | Puntos |
| -------- | ---------------- | ------ |
| 1.º      | Lucas Hamilton   | 285    |
| 2.º      | Michael Storer   | 260    |
| 3.º      | Jai Hindley      | 240    |
| 4.º      | Sean Lake        | 198    |
| 5.º      | Damien Howson    | 148    |
| 6.º      | Joseph Cooper    | 137    |
| 7.º      | Jason Christie   | 118    |
| 8.º      | Cyrus Monk       | 115    |
| 9.º      | Benjamin Dyball  | 108    |
| 10.º     | Dylan Sunderland | 91     |

### Equipos
A partir de 2017 y debido a cambios reglamentarios, todos los equipos profesionales entran en esta clasificación, incluso los UCI WorldTeam que hasta la temporada anterior no puntuaban. Se confecciona con la sumatoria de puntos que obtenga un equipo con sus 8 mejores corredores en la clasificación individual. La clasificación también la integran equipos que no estén registrados en el continente.
| Posición | Equipo                              | Puntos |
| -------- | ----------------------------------- | ------ |
| 1.º      | Mitchelton Scott                    | 655    |
| 2.º      | IsoWhey Sports-Swiss Wellness       | 517    |
| 3.º      | Drapac Pat's Veg                    | 211    |
| 4.º      | St. George Continental Cycling Team | 126    |
| 5.º      | Team Sapura Cycling                 | 121    |
| 6.º      | NSW Institute of Sport              | 120    |
| 7.º      | Delko Marseille Provence KTM        | 108    |
| 8.º      | JLT Condor                          | 90     |
| 9.º      | Team Ukyo                           | 55     |
| 10.º     | ONE Pro Cycling                     | 45     |

### Países
Se confecciona mediante los puntos de los 10 mejores ciclistas de un país, no solo los que logren en este Circuito Continental, sino también los logrados en todos los circuitos. E incluso si un corredor de un país de este circuito, solo logra puntos en otro circuito (Europa, Asia, África, América), sus puntos van a esta clasificación.
| Posición | País          | Puntos |
| -------- | ------------- | ------ |
| 1.º      | Australia     | 2452   |
| 2.º      | Nueva Zelanda | 951    |